# Peter Kawerau
Peter Kawerau (* 13. März 1915 in Rawitsch; † 8. September 1988 in Marburg) war ein deutscher Kirchenhistoriker mit dem Schwerpunkt Ostkirchen.

## Leben und Wirken
Peter Kawerau wurde als Sohn des Lehrers und späteren Magdeburger Gymnasialprofessors Friedrich Kawerau und dessen Ehefrau Hedwig geborene Lindner in Rawitsch in der Provinz Posen geboren. Er studierte Theologie und Orientalistik an den Universitäten Breslau und Berlin. 1940 absolvierte er das 1. Theologische Examen.
Es folgten Kriegsdienst und Gefangenschaft in Afrika, Kanada und England. Nach seiner Kriegsgefangenschaft nahm Kawerau 1945 an der  Universität Göttingen seine in Breslau begonnenen Orientalistikstudien bei Hans Schaeder auf und promovierte bei Bertold Spuler mit einer Dissertation über „Die Jakobitische Kirche im Zeitalter des syrischen Renaissance“ zum Doktor der Philosophie. 1949 legte er im Predigerseminar Loccum das 2. Theologische Examen ab, trat dann jedoch nicht in den Pfarrdienst, sondern konnte als Research Fellow an das Theologische Seminar Princeton gehen.
Ab Mai 1950 wurde Kawerau Assistent am Theologischen Seminar der Universität Münster und promovierte hier 1952 bei Robert Stupperich mit einer Arbeit über den radikalen Täufer Melchior Hofmann zum Doktor der Theologie. Hier habilitierte er sich 1956 mit einer Arbeit über „Amerika und die orientalischen Kirchen“.
Im Jahre 1961 erhielt Peter Kawerau den Ruf als ordentlicher Professor an der Evangelisch-Theologischen Fakultät der Universität Marburg. Hier war ein neuer Lehrstuhl gegründet worden (u. a. auf Bestreben von Ernst Benz und Hildegard Schaeder), an dem Geschichte der östlich-orthodoxen Kirche und des Protestantismus zu lehren war. Eine Vorbildfunktion hatte hierfür das 1958 in Münster gegründete Ostkirchen-Institut. Kawerau erweiterte den Bereich über den slawischen und byzantinischen Raum hinaus bis zum kaukasischen und seminitischen Kulturraum und machte die Ostkirchengeschichte zu einem weiten, anspruchsvollen und attraktiven Fach innerhalb der Marburger Theologischen Fakultät. Durch Kawerau wurde Marburg neben Göttingen zur zweiten Evangelisch-Theologischen Fakultät, an der man syrische Kirchenväter studieren konnte.
Aus gesundheitlichen Gründen beendete Kawerau seine Lehrtätigkeit im Jahre 1979, führte aber – dann in Frankfurt am Main lebend – seine Forschungen weitestgehend fort.

## Werke (Auswahl)
- Melchior Hofmann als religiöser Denker, Haarlem, 1954
- Die Jakobitische Kirche im Zeitalter der Syrischen Renaissance, Berlin, 1955
- Amerika und die orientalischen Kirchen (= Arbeiten zur Kirchengeschichte 31), Berlin, 1958
- Geschichte der Alten Kirche, Marburg, 1967
- Geschichte der mittelalterlichen Kirche, Marburg, 1967
- Arabische Quellen zur Christianisierung Rußlands, Wiesbaden, 1967
- Luther. Leben, Schriften, Denken, Marburg, 1969
- Das Christentum des Ostens, Stuttgart u. a., 1972
- Christlich-arabische Chrestomathie aus historischen Schriftstellern des Mittelalters, 3 Bände, Louvain, 1976–1977
- Ostkirchengeschichte I. Das Christentum in Asien und Afrika bis zum Auftreten der Portugiesen im Indischen Ozean, Louvain, 1983
- Ostkirchengeschichte II. Das Christentum im oströmischen byzantinischen Reich bis zur Eroberung Konstantinopels, Louvain, 1982
- Ostkirchengeschichte III. Das Christentum in Europa und Asien im Zeitalter der Kreuzzüge, Louvain, 1982
- Einführung in das Studium der Ostkirchengeschichte, Marburg, 1984